# Lijst van Chinese marineschepen uit de Tweede Wereldoorlog
Dit is een lijst van Chinese oorlogsschepen uit de Tweede Wereldoorlog. Deze lijst bevat Chinese oorlogsschepen met een tonnage van boven de 1000 ton.

## Kruisers

### Middelzware kruisers
- Ning Hai
- Ping Hai

- Chao Ho-klasse
  - Chao Ho
  - Ying Swei

## Kanonneerboten
- Fu An
- Hai Chen
- Hai Chi
- Hai Chou
- Hai Yung
- Tung Chi
- Yat Sen

## Sloepen
- Hai Chao